# Опалєв Максим Олександрович
Максим Олександрович Опалєв  (рос. Максим Алесандрович Опалев, 4 квітня 1979) — російський веслувальник, олімпійський чемпіон.

## Виступи на Олімпіадах
| Олімпіада   | Дисципліна                  | Місце |
| ----------- | --------------------------- | ----- |
| Сідней 2000 | каное-одиночка, 500 метрів  | 2     |
| Сідней 2000 | каное-одиночка, 1000 метрів | 6     |
| Афіни 2004  | каное-одиночка, 500 метрів  | 3     |
| Пекін 2008  | каное-одиночка, 500 метрів  | 1     |